# Petr Zettner
Petr Zettner (13. července 1977 Jihlava – 19. listopadu 2017 Praha) byl český manažer. Od 1. září 2017 zastával funkci šéfredaktora Rádia Junior Českého rozhlasu.

## Kariéra
Vystudoval žurnalistiku na Katedře žurnalistiky Filozofické fakulty Univerzity Palackého v Olomouci (v roce 2009 získal titul Bc.). První manažerské zkušenosti získal v letech 2000 a 2001 jako programový ředitel Rádia Vysočina (předchůdce dnešního Hitrádia Vysočina). Poté krátce působil v Praze v České televizi a Rádiu Impuls. V letech 2005-2009 byl editorem Českého rozhlasu Region Vysočina.
V roce 2009 byl pověřen spuštěním nového Rádia Jihlava, především sestavením týmu, přípravou programového schématu a zahájením vysílání, které úspěšně proběhlo 1. června 2009.
V letech 2010–2012 byl editorem regionální redakce Radiožurnálu. Od roku 2012 působil v Českém rozhlase jako analytik, vedle toho spolupracoval na projektech jako např. Česko 2023, HRDiNA.cz, Generation What, Vyzyvatelé aj.

## Ocenění
- Národní cena Prix Bohemia Radio 2006 v kategorii Autoanonce
- Národní cena Prix Bohemia Radio 2008 v kategorii Reportáž[5]